# Friedhelm Krummacher
Friedhelm Krummacher (* 22. Januar 1936 in Berlin) ist ein deutscher Musikwissenschaftler.

## Biografie
Friedhelm Krummacher ist der zweitälteste Sohn Friedrich-Wilhelm Krummachers. Er studierte nach der Privatmusiklehrerprüfung im Jahr 1957 Musikwissenschaft, Philosophie und Germanistik in Berlin, Marburg und Uppsala und wurde 1964 mit Repertoirestudien zur älteren Kirchenmusik in Berlin von Adam Adrio promoviert. Von 1965 bis 1972 war er als Assistent am Erlanger Seminar bei Martin Ruhnke tätig, wo er sich 1972 mit Untersuchungen zur Kammermusik von Felix Mendelssohn Bartholdy habilitierte. Er blieb dort bis 1975 als Privatdozent, bis er nach einer Professur an der Musikhochschule Detmold 1976 als Ordentlicher Professor an die Christian-Albrechts-Universität zu Kiel berufen wurde.
1983 gründete und leitete er die Johannes-Brahms-Gesamtausgabe, er ist Mitherausgeber der Mendelssohn- und der Buxtehude-Gesamtausgabe. Von 1992 bis 1994 wirkte er als Gründungsdekan der Philosophischen Fakultät an der Humboldt-Universität Berlin. 2001 wurde er emeritiert.
Seine Arbeiten gelten der Musikgeschichte von der Renaissance bis zur Moderne. Seine Hauptarbeitsgebiete sind die Kirchen- und Orgelmusik des 16. bis 18. Jahrhunderts, Musiktheorie und Musikästhetik, die Geschichte des Streichquartetts vom 18. bis 20. Jahrhundert und die Komponisten Johann Sebastian Bach, Felix Mendelssohn Bartholdy, Johannes Brahms, Gustav Mahler und Max Reger.
Friedhelm Krummacher ist Mitglied der Joachim-Jungius-Gesellschaft für Wissenschaften in Hamburg, der Norwegischen Akademie der Wissenschaften und der Königlich Schwedischen Musikakademie und seit 1995 Ehrenmitglied der Humboldt-Universität zu Berlin. Im Jahre 2003 erhielt er die Ehrendoktorwürde der Universität Uppsala (Schweden). Seit 1996 ist er Mitherausgeber des Schütz-Jahrbuches.

## Ehrungen
- Rezeption als Innovation, Untersuchungen zu einem Grundmodell der europäischen Kompositionsgeschichte: Festschrift für Friedhelm Krummacher. Hrsg. von Siegfried Oechsle, Bernd Sponheuer, Helmut Well. Kassel 2001.

## Schriften
- Die Überlieferung der Choralbearbeitungen in der frühen evangelischen Kantate. Untersuchungen zum Handschriftenrepertoire evangelischer Figuralmusik im späten 17. und beginnenden 18. Jahrhundert (= Berliner Studien zur Musikwissenschaft. Band 10). Merseburger, Berlin 1966.
- Die Choralbearbeitung in der protestantischen Figuralmusik zwischen Praetorius und Bach (= Kieler Schriften zur Musikwissenschaft. Bd. 22). Bärenreiter, Kassel 1978, ISBN 3-7618-0526-8.
- Mendelssohn, der Komponist – Studien zur Kammermusik für Streicher. Fink, München 1978, ISBN 3-7705-1431-9 (= Habilitationsschrift Universität Erlangen-Nürnberg).
- mit Heinrich W. Schwab (Hrsg.): Gattung und Werk in der Musikgeschichte Norddeutschlands und Skandinaviens (= Kieler Schriften zur Musikwissenschaft. Bd. 26). Bärenreiter, Kassel 1982, ISBN 3-7618-0677-9.
- mit Wolfram Steinbeck (Hrsg.): Brahms-Analysen (= Kieler Schriften zur Musikwissenschaft. Bd. 28). Bärenreiter, Kassel 1984, ISBN 3-7618-0731-7.
- (Hrsg.): Weber – jenseits des "Freischütz" (= Kieler Schriften zur Musikwissenschaft. Bd. 32). Bärenreiter, Kassel 1989, ISBN 3-7618-0907-7.
- mit Hermann Danuser (Hrsg.): Rezeptionsästhetik und Rezeptionsgeschichte in der Musikwissenschaft (= Publikationen der Hochschule für Musik und Theater Hannover, Bd. 3). Laaber-Verlag, Laaber 1991, ISBN 3-89007-203-8.
- Gustav Mahlers Symphonie Nr. 3 – Welt im Widerbild. Bärenreiter, Kassel 1991, ISBN 3-7618-0999-9.
- Bachs Zyklus der Choralkantaten. Aufgaben und Lösungen. Vandenhoeck & Ruprecht, Göttingen 1995, ISBN 3-525-86274-1.
- Musik im Norden. Abhandlungen zur skandinavischen und norddeutschen Musikgeschichte. Hrsg. von Siegfried Oechsle. Bärenreiter, Kassel 1996, ISBN 3-7618-1343-0.
- (Hrsg.): Johannes Brahms. Quellen – Text –  Rezeption –  Interpretation. Henle, München 1999, ISBN 3-87328-098-1.
- Bachs Weg in der Arbeit am Werk. Eine Skizze. Vandenhoeck & Ruprecht, Göttingen 2001, ISBN 3-525-86280-6.
- Das Streichquartett. 2 Bände (= Handbuch der musikalischen Gattungen. Bd. 6). Laaber, 2001 und 2003.
  - veränderte Neuausgabe (ohne Abbildungen): Geschichte des Streichquartetts. 3 Bände Laaber, 2005.
- Johann Sebastian Bach. Die Kantaten und Passionen. Zwei Bände. Bärenreiter, Kassel 2018, ISBN 978-3-7618-2409-2.
- Johann Sebastian Bach. Die Oratorien und die Messen. Bärenreiter, Kassel/Metzler, Berlin 2022, ISBN 978-3-7618-2495-5.

Festschrift
- Bernd Sponheuer u. a. (Hrsg.): Rezeption als Innovation. Untersuchungen zu einem Grundmodell der europäischen Kompositionsgeschichte. Festschrift für Friedhelm Krummacher zum 65. Geburtstag (= Kieler Schriften zur Musikwissenschaft. Bd. 46). Bärenreiter, Kassel 2001, ISBN 3-7618-1470-4.